# Petea (okręg Marusza)
Petea – wieś w Rumunii, w okręgu Marusza, w gminie Band. W 2011 roku liczyła 215 mieszkańców.